# 尊桥乡
尊桥乡，是中华人民共和国江西省上饶市广信区下辖的一个乡镇级行政单位。

## 行政区划
尊桥乡下辖以下地区：
尊桥村、恩山村、周墩村、东田村、冯家村、上乐村、周坞村、源塘村、羊石村、岛山村和后坪村。